# Pseudoalcaloide
Un pseudoalcaloide és un dels tres tipus d'alcaloides (alcaloides pròpiament dits, protoalcaloides i pseudoalcaloides) que al contrari dels alcaloides i protoalcaloides no deriven de l'anabolisme dels aminoàcids encara que comparteixen, amb els alcaloides pròpiament dits, la característica de tenir un anell heterocíclic amb nitrogen.
Els pseudoalcaloides poden derivar dels terpenoides i de les purines.

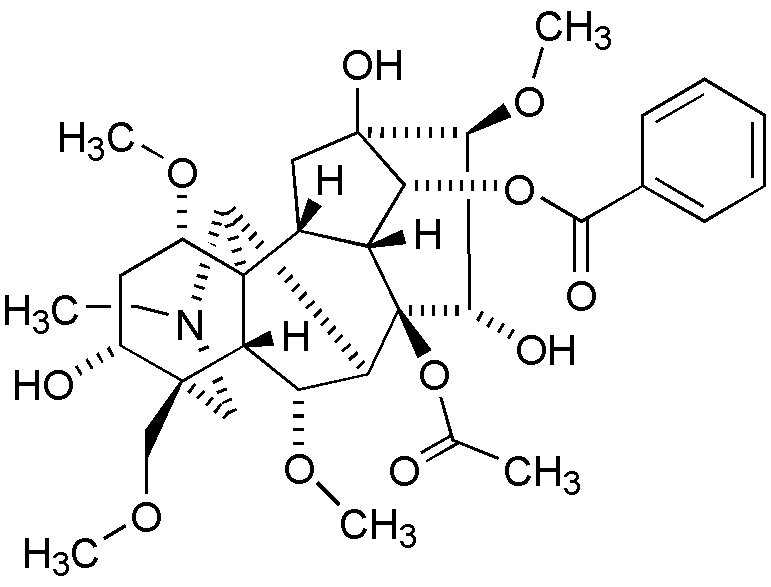
L'aconitina, és un pseudoalcaloide produït per plantes del gènere Aconitum i Delphinium

## Característiques
Els pseudoalcaloides es formen per l'addició de compostos d'amoni o nitrogen lliure a estructures terpèniques o derivades de policètids. Alguns compostos són per al gènere Solanum, alcaloides de naturalesa esteroídica; l'aconitina, característica de les espècies d'Aconitum i Delphinium, que és un diterpè molt tòxic pels animals; i la coniïna, derivada de policètids aïllat en la cicuta o Conium maculatum.

## Classificació per biosíntesi

### Pseudoalcaloides derivats de monoterpens
- Iridoides
- Nufaridines

### Pseudoalcaloides derivats de sesquiterpens
- Pirrolidines sesquiterpèniques

### Pseudoalcaloides derivats d'esteroides
- Veramatrans
- Cevans
- Batraciotoxina

### Pseudoalcaloides derivats de policètids
Diversos pseudoalcaloides provenen de la via de l'acetat-malonat, per tant amb transferència de nitrogen. Inclouen:
- La coniïna de la cicuta, un alcaloide piperidínic que no prové de la lisina
- La pinidina, aïllada del Pinus sabiniana
- La nigrifactina de Streptomyces
- La carpaïna i la cassina
- La coccinelina, aïllada deñcoleòpter Coccinella septempunctata.
- La poranterina, aïllada de l'arbust Poranthera corymbosa,
- Els alcaloides del grup de la ancistrocladina. Els alcaloides naftaleno-isoquinolínics comprenen uns 40 alcaloides aïllats de les famílies Ancistrocladaceae i Dionchophyllaceae.
- Les orceïnes
- Prodigiosines
- Citocalasines
- Àcid fusàric
-Lilacinona
-necatarona
- Korupensamina;
- Michelamina A i B; cassiarina A - F; monascorubramina; PP-R; rubropunctamina; chalciporona; aspertines; rumbrines; auxarconjugatines; pseurotina; sinerazol; curacina A; caliculines; clavosines; geometricines; swinhoeiamides; piericidines; lagunamicina; lactidomicina; ciclohexamida; estreptimidona; azoxistrobina.
- Els alcaloides de Galbulimima, per exemple, la himbacina.
- La tolipocladina aïllada de Tolypocladium inflatum.
- Haouamina
- Micalazole
- Tetraciclines
- Chalciporona

### Pseudoalcaloides derivats d'àcids grassos
- Alcaloides de la batzelamida